# Deliathis diluta
Deliathis diluta är en skalbaggsart som beskrevs av Charles Joseph Gahan 1892. Deliathis diluta ingår i släktet Deliathis och familjen långhorningar.
Artens utbredningsområde är:
- El Salvador.
- Guatemala.
- Nicaragua.

Inga underarter finns listade i Catalogue of Life.